# Lucien Baudrier
Pour les articles homonymes, voir Baudrier.
Lucien Alexandre Baudrier, né le 13 décembre 1861 à Paris et mort le 21 octobre 1930 à Ermont, est un skipper français. 

## Carrière
Lucien Baudrier participe aux deux courses de classe 1-2 tonneaux aux Jeux olympiques d'été de 1900, à bord de Nina Claire, avec notamment son cousin Jacques Baudrier. Il remporte la médaille de bronze à l'issue de la première course et termine quatrième de la seconde course.

## Famille
Il est le cousin germain de Jacques Baudrier, lui aussi skipper aux Jeux de 1900.